# Tremblements (film)
Pour plus de détails, voir Fiche technique et Distribution.
Tremblements (en espagnol Temblores) est un film franco-guatémaltèque de Jayro Bustamante sorti en 2019 à l’occasion de la section Panorama de la Berlinale 2019.

## Synopsis
Pablo se sent coupable. Il a quitté sa femme pour vivre avec Francisco. Sa famille protestante évangélique va le forcer à reprendre son ancienne vie au moyen de la thérapie de conversion.

## Fiche technique
- Scénario : Jayro Bustamante
- Réalisation : Jayro Bustamante
- Photographie : Luis Armando Arteaga
- Montage : Cesar Diaz et Santiago Otheguy
- Compagnies de production : Tu Vas Voir Productions, La Casa de Production, Memento Films Production, Iris Productions, Arte France Cinéma
- Durée : 107 minutes

## Distribution
- Juan Pablo Olyslager : Pablo
- Mauricio Armas Zebadúa : Francisco (as Mauricio Armas)
- Diane Bathen : Isa
- María Telón : Rosa
- Sabrina De La Hoz : Pasteur
- Rui Frati : Pasteur
- Magnolia Morales : Cristina
- Sergio Luna : Salvador
- Pablo Arenales : Abel
- Mara Martinez : Eva

## Accueil critique
Pour le critique de Libération, « avec tact et sobriété, Jayro Bustamante relate la descente aux enfers d'un père de famille […] bravant les interdits », et livre « un cri de rage contre les arcanes de l'injustice ». Le critique du Monde regrette une sensation pesante et conclut que « La tragédie prend alors la densité du plomb et la sensibilité que l’on devrait éprouver face à des situations paroxystiques est comme anesthésiée ». Le critique de Première loue l'acteur principal qui « traduit à la perfection les tourments intérieurs qui agitent son personnage », et encense « un film d’une puissance folle sur l’intolérance, qui fait réellement trembler ».